# Abdul Rasaq
Abdul Rasaq (* 16. Juni 2001 in Singapur), mit vollständigen Namen Abdul Rasaq Ishiekwene Akeem, ist ein singapurisch–nigerianischer Fußballspieler.

## Karriere

### Verein
Abdul Rasaq erlernte das Fußballspielen in der National Football Academy in Singapur. Seinen ersten Vertrag unterschrieb er 2019 bei den Young Lions. Die Young Lions sind eine U23-Mannschaft, die 2002 gegründet wurde. In der Elf spielen U23-Nationalspieler und auch Perspektivspieler. Ihnen soll die Möglichkeit gegeben werden, Spielpraxis in der ersten Liga, der Singapore Premier League, zu sammeln. Bis zum Antritt seines Militärdienstes am 1. Juli 2021 bestritt er 13 Erstligaspiele. Während seines Militärdienstes wurde er von den Streitkräften an die Young Lions ausgeliehen. Nach Beendigung des Militärdienstes unterschrieb er am 10. Januar 2023 einen Vertrag beim Erstligisten Lion City Sailors. Am Ende der Saison 2023 feierte er mit den Sailores die Vizemeisterschaft. Eine Saison später wurde er mit den Sailors singapurischer Meister. Am 18. Mai 2025 bestritt er mit den Sailors das Finale der AFC Champions League Two. Hier musste man sich im heimischen Bishan Stadium dem Sharjah FC mit 1:2 geschlagen geben. Am 31. Mai 2025 stand er mit den Sailors im Finale des Singapore Cup. Hier konnte man sich gegen die Tampines Rovers mit 1:0 durchsetzen. 

### Nationalmannschaft
Rasaq Akeem spielte 2019 elfmal in der U20-Nationalmannschaft und fünfmal in der U22-Mannschaft. Seit 2023 spielt er in der U23-Mannschaft.

## Erfolge
Lion City Sailors
- Singapurischer Meister: 2024/25
- Singapurischer Vizemeister: 2023
- Singapurischer Pokalsieger: 2025
- AFC Champions League Two: 2024/25 (Finalist)